# 迪士尼公主的奇幻歷險：追尋你的夢想
《迪士尼公主的奇幻歷險：追尋你的夢想》（英語：Disney Princess Enchanted Tales: Follow Your Dreams）是華特迪士尼家庭娛樂公司於2007年9月4日發售的錄像帶首映動畫作品。該作共收录兩段全新中篇動畫，分別是迪士尼公主中的愛洛公主和茉莉公主的故事，并以“為了自己的理想不斷努力”為主題。
香港於2007年9月25日由洲立影視代理發行DVD。台灣於10月3日由得利影視代理發行DVD。中國大陸由泰盛文化發行DVD。

## 製作

被終止發行的第二部電影DVD《Disney Princess Enchanted Tales: Honesty》。

这部影片是該系列衍生電影的第一部。这些衍生电影讲述的是迪士尼经典動畫电影中各种公主的全新中篇合集故事，并根据一些主题重叠进行配对。
最初，该系列的第一部电影名为《A Kingdom of Kindness》，讲述了一个與該作完全不同的愛洛公主的故事，以及《美女与野兽》中的贝儿的故事，而不是茉莉公主的故事。这部电影的预告片在各种迪士尼發行的DVD上都有发布，但最终还是没有發行，後來被該作代替了。
该系列的第二部电影在各种迪士尼公主相关DVD所收錄的预览中被简称为《迪士尼公主的奇幻歷險》（Disney Princess Enchanted Tales），原计划于2008年發行。这是一个全新的灰姑娘和花木兰的故事。由于該作《迪士尼公主的奇幻歷險：追尋你的夢想》销量不佳，再加上迪士尼與皮克斯合併，它最終也没有發行。
粉丝博客Antagony & Ecstasy推测这个特殊的项目是导致迪士尼动画项目的首席创意官约翰·拉塞特关闭并停止了所有还未投入制作的迪士尼動畫工作室续集项目的催化剂。

## 劇情

### 王國之鑰（Keys to the Kingdom）
史蒂芬國王、莉亚皇后、休伯特国王和菲利浦王子离开王国两天去参加皇家会议，留下愛洛公主在他们不在的时候擔負起管理國家的重大責任。三个善良的仙子，花拉仙子、翡翠仙子、蓝天仙子提出要帮助她，但卻被愛洛公主拒绝了，因为她相信自己只要有毅力，任何事都可以独自完成。休伯特国王把他的演講稿忘在了城堡，三位仙子打算把演講稿給休伯特国王送過去。在臨走前，蓝天仙子把她的魔杖交给了愛洛公主，以防她需要任何帮助，并警告她使用魔杖要非常小心。愛洛公主在公爵大人的協助下，她要負責策划宴会，与农民打交道，還要组织看管厨房和花园的仆人。愛洛公主相信自己即使不用魔杖也能工作，但晚上睡觉前，愛洛公主忍不住玩起了魔杖，并用魔法给自己做了一件黄色的舞会礼服。最后，在处理了漫长的一天的投诉后，愛洛公主最終漸漸變得依賴魔杖，她使用魔杖帮助了一个需要鸡和猪的当地农民。她在沒有使用魔法经验的情況下导致了不寻常的后果，包括巨大的鸡、绿色的猪，以及把农民变成鸭子。当史蒂芬國王、休伯特國王、莉亚皇后和菲利浦王子参加完皇家会议准备进入城堡时，公爵提前警告他们当心巨型鸡、绿色猪和奶牛。在愛洛公主意识到使用魔杖是一个错误后，她迅速想出了自己解决问题的办法，就在她的父母、公爵、休伯特國王、菲利浦王子和仙子们到来之前，却发现他们已經不是巨型鸡、绿色猪和奶牛了。在故事最后，他们全都参加了由愛洛公主举办的皇家宴会。

### 孔雀公主（More Than a Peacock Princess）
故事发生在《阿拉丁和大盗之王》之后，艾格和卡辛回到了阿格拉巴。茉莉公主厌倦了作為公主的日常职责。她不再满足于监督商店的开张和协助当地市场售賣骆驼的工作。当有人把她的肖像画成“孔雀公主”时，茉莉公主失去了耐心，她極力想要改變這一切，并打算好好利用自己的才華幫助更多需要幫助的人。苏丹國王给了她一份皇家学院“皇家助理教師”的工作。在见到她的学生之前，茉莉公主非常兴奋。但令她沒想到的是他们竟然不守规矩，在墙上到處画画，還進行枕头大战，亂扔課本。茉莉公主便叫她的宠物老虎樂雅来吓唬孩子们，但這些頑皮的孩子卻无视了它，然后追着它和茉莉公主一起掉进了泥坑里，還爬上了树。茉莉公主表示她想要放棄了。那天晚上，侍女告诉她，她需要耐心和毅力，有了这些，她就可以去做任何她想做的事情。第二天，马童哈基姆前來寻求茉莉公主的帮助。苏丹珍贵的马—撒哈拉，在马厩里失踪了，如果找不到它，哈基姆将失去他的工作。於是茉莉公主在魔毯、阿布和艾格的帮助下独自找到了撒哈拉，并把它送回了皇宫。難以馴服的撒哈拉在回到皇宮后，茉莉公主得到了学校学生和父亲的認可和尊重。

## 配音演員
| 角色                                     | 英語原聲                              | 國語配音                        |
| 王國之鑰（Keys to the Kingdom）          | 王國之鑰（Keys to the Kingdom）       | 王國之鑰（Keys to the Kingdom） |
| ---------------------------------------- | ------------------------------------- | ------------------------------- |
| 愛洛公主（Princess Aurora）              | 艾琳·托佩（對白） 卡西迪·拉登（唱歌） | 傅其慧                          |
| 史蒂芬國王（King Stefan）                | 科里·伯顿                             | -                               |
| 莉亞皇后（Queen Leah）                   | 芭芭拉·德里克森                       | -                               |
| 休伯特國王（King Hubert）                | 杰夫·本内特                           | 胡立成                          |
| 菲利浦王子（Prince Phillip）             | 羅傑·克雷格·史密斯                    | 陳進益                          |
| 公爵大人（Lord Duke）                    | 杰夫·本内特                           | -                               |
| 花拉仙子（Flora）                        | 芭芭拉·德里克森                       | -                               |
| 翡翠仙子（Fauna）                        | 露西·泰勒                             | -                               |
| 藍天仙子（Merryweather）                 | 崔丝·麦妮利                           | 崔幗夫                          |
| 孔雀公主（More Than a Peacock Princess） |                                       |                                 |
| 茉莉公主（Princess Jasmine）             | 琳达·拉金（對白） 莉亞·莎隆嘉（唱歌） | 傅其慧                          |
| 艾格（Iago）                             | 吉尔伯特·戈特弗里德                   | -                               |
| 哈基姆（Hakeem）                         | 扎克·沙达                             | -                               |
| 蘇丹（The Sultan）                       | 杰夫·本内特                           | -                               |
| 沙瑪（Sharma）                           | 塔拉·史壯                             | -                               |
| 樂雅（Rajah） 阿布（Abu）                | 弗兰克·维尔克                         | -                               |
| 侍女（Aneesa）                           | Flo Di Re                             | -                               |

## 外部連結
- 《迪士尼公主的奇幻歷險：追尋你的夢想》 - 迪士尼電影版卡通（繁體中文）
- 《迪士尼公主的奇幻歷險：追尋你的夢想》 - 迪士尼電影資料庫 （页面存档备份，存于）（繁體中文）
- 互联网电影数据库（IMDb）上《迪士尼公主的奇幻歷險：追尋你的夢想》的资料（英文）
- 豆瓣电影上《迪士尼公主的奇幻歷險：追尋你的夢想》的資料 （简体中文）
- AllMovie上《迪士尼公主的奇幻歷險：追尋你的夢想》的资料（英文）
- 爛番茄上《迪士尼公主的奇幻歷險：追尋你的夢想》的資料（英文）